# Siamodon

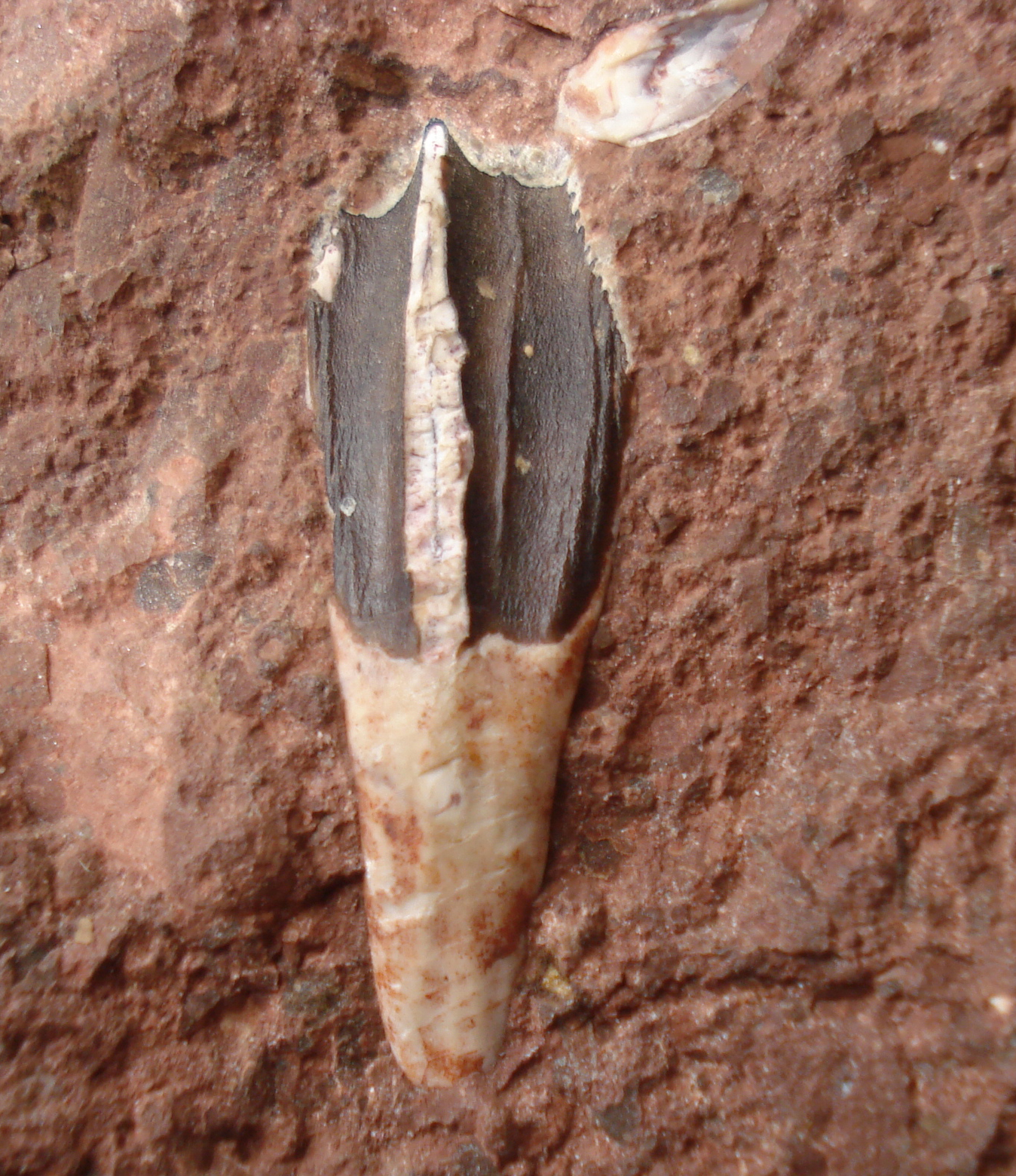
Een tand van Siamodon nimngami

Siamodon nimngami is een plantenetende ornithischische dinosauriër, behorend tot de groep van de Euornithopoda, die tijdens het vroege Krijt leefde in het gebied van het huidige Thailand.
De soort is in 2011 benoemd en beschreven door Eric Buffetaut en Varavudh Suteethorn. De geslachtsnaam combineert een verwijzing naar Siam met een Klassiek Grieks ὀδών, odoon, "tand", een verwijzing naar de bekendere verwant Iguanodon. De soortaanduiding eert Witaya Nimngam die de fossielen beschikbaar heeft gesteld voor wetenschappelijk onderzoek.
Het holotype, PRC-4, is bij Ban Saphan Hin in de Changwat Nakhon Ratchasima gevonden in een laag van de Khok Kruat-formatie die dateert uit het Aptien. Het bestaat uit een drieëntwintig centimeter lang linkerbovenkaaksbeen. Verder zijn er nog twee fossielen aan de soort toegewezen: PRC-5, een drie centimeter lange losse tand, en PRC-6, een vijftien centimeter lange hersenpan, beide afkomstig uit dezelfde vindplaats. De fossielen werden gevonden tijdens opgravingen tussen 2007 en 2010.
Het bovenkaaksbeen heeft een hoogte van tien centimeter. Het heeft minstens vijftien tandposities. Het raakvlak met het jukbeen vormt een ingesprongen verbinding. De tanden hebben een duidelijke verticale hoofdrichel op de binnenzijde; de tandkroon is achter het niveau van deze richel gelegen. Daarnaast is er soms een enkele zwakke secundaire richel. 
Siamodon is door de beschrijvers basaal in de Hadrosauroidea geplaatst en zou zich dicht bij Probactrosaurus in de stamboom afgesplitst hebben. De vondst zou opnieuw een aanwijzing zijn dat zulke hadrosauroïden zich in Azië hebben ontwikkeld.